# شرابات الحرير
شرابات الحرير (الاسم العلمي: Garryaceae) هي فصيلة من النباتات تتبع رتبة شرابيات الحرير من طائفة الثنائيات الفلقة.

## أجناس
تضم جنسين فقط هما:
- شرابة الحرير
- الأوكوبة